# Amauris Batista
Amauris Batista es un deportista cubano que compitió en taekwondo. Ganó una medalla de plata en los Juegos Panamericanos de 1991 en la categoría de –50 kg.

## Palmarés internacional
| Juegos Panamericanos | Juegos Panamericanos | Juegos Panamericanos | Juegos Panamericanos |
| Año                  | Lugar                | Medalla              | Categoría            |
| -------------------- | -------------------- | -------------------- | -------------------- |
| 1991                 | La Habana (Cuba)     | Medalla de plata     | –50 kg               |